# Joannes Conradus Melchior Pichler
Joannes Conradus Melchior Pichler o Johann Melchior Pichler (Vienna, 19 febbraio 1695 – Vienna, 1776) è stato un compositore, violinista, cantante e liutista austriaco.
Dopo aver ricevuto l'educazione dai Gesuiti, nel 1710 figura per la prima volta come cantante dei Chori Musici di Vienna nell'oratorio Sacer Hymenaeus de profano amore victor in s. Amalia, Flandriae patrona di Ferdinand Tobias Richter. Ha composto sonate, sinfonie e concerti.